# Földes Mihály (író)
Földes Mihály, született Rémai Mihály (Budapest, 1905. január 6. – Budapest, 1984. február 20.) József Attila-díjas (1950, 1954) magyar író, újságíró, országgyűlési képviselő, egyetemi tanár.

## Életpályája
Sultisz Mihály napszámos és Rémai Borbála takarítónő házasságon kívül született gyermeke. Családnevét természetes apjáéval együtt 1922-ben Földesre változtatta. 1923-ban érettségizett. 1924-ben lépett be a Magyarországi Szociáldemokrata Pártba. 1939–1944 között a Magyarországi Szociáldemokrata Párt szegedi titkárságának vezetője volt. 1939-től a Népszava belső munkatársa volt. 1945-ben a Magyar Kommunista Párt tagja lett. 1945–1947 között a Szabadság, a Szabad Nép, 1949–1950 között pedig a Falu és Város című folyóirat, 1957-től a Magyarország című lap szerkesztőségében dolgozott. 1947–1953 között országgyűlési képviselő volt (1947–1949: MKP, 1949–1953: Magyar Függetlenségi Népfront). 1948–1949 között pártiskolában tanult, majd a Gazdasági és Műszaki Akadémia tanára lett. 1961–1967 között a Központi Sajtószolgálat szerkesztője volt. 1967-ben nyugdíjba vonult.

## Művei
- Zenél a tenger (versek, 1930)
- Élhet-e Európa egyedül? (1941)
- Pillanatképek az újpesti partizánharcokról (riport, 1945)
- Mélyszántás. Falusi életkép (dráma, 1951)
- Hajnal Pákozdon (dráma, 1952; regény, 1968)
- A területfelelős (kisregény, 1953)
- Három kiáltás (elbeszélés, 1955)
- Az újpesti partizánok (regény, 1955)
- Kétévi mátkaság (dráma, 1956)
- Honvágy (dráma, 1959)
- Felszáll a köd (regény, 1959)
- A különös pergamen. Regény; Zrínyi, Budapest, 1961 (Belügyminisztérium kiskönyvtára)
- Viharos tavasz (regény, 1963)
- Veszélyes élet (regény, 1965)
- Fekete front (regény, 1967)
- Nyugtalan nyár (dokumentumregény, 1968)
- A parancs (regény, 1969)
- A Tűztorony új fiai (regény, 1970)
- Metszetek és dimenziók (regény, 1970)
- A bíboros tolvajai (dokumentumregény, 1971)
- Virradat a város peremén (dokumentumregény, 1975)
- A szökevény (regény, 1976)
- Az északi kapu (történelmi regény, 1979)

## Díjai, elismerései
- József Attila-díj (1950, 1954)
- Szocialista Munkáért (1955)
- Munka Érdemrend (1965, 1970)
- Szocialista Hazáért érdemrend (1967)
- Felszabadulási Jubileumi Emlékérem (1970)
- A Munka Vörös Zászló Érdemrendje (1976)